# Condado de Giles (Virgínia)
O Condado de Giles é um dos 95 condados do estado americano de Virgínia. A sede do condado é Pearisburg, e sua maior cidade é Pearisburg. O condado possui uma área de 933 km² (dos quais 8 km² estão cobertos por água), uma população de 16 657 habitantes, e uma densidade populacional de 18 hab/km² (segundo o censo nacional de 2000). O condado foi fundado em 1806.